# 加藤まさを
加藤 まさを（かとう まさを、1897年4月8日 - 1977年11月1日）は、日本の画家、詩人、小説家、イラストレーター。本名は正男。別名、藤枝春彦、蓮芳夫。立教大学在学中の1919年（大正8年）に刊行した『アンデルセン童話』、『花の精』などの絵はがきで一躍有名となり、大正末期から昭和初期にかけて、竹久夢二、高畠華宵、蕗谷虹児らとともに抒情画の全盛時代を築いた。童謡『月の沙漠』の作詞家としても知られる。

## 人物・経歴
1897年（明治30年）4月8日、静岡県志太郡西益津村田中（現・藤枝市大手）に生まれる。幼少期を祖父母と共に藤枝で過ごす。父は浦和中学の教師を務めたが、後に東京の小学校校長を務めた。西益津尋常高等小学校（現在の藤枝市西益津小学校）3学年を終了後、1910年（明治43年）に父母のもとに上京し、早稲田中学校に入学。1915年（大正4年）に芝の高輪中学校に転じ、教師の森田亀之輔に影響を受けるとともに、森田が持っていた絵画本のイギリスの画家エトマンド・デュラスの抒情画に感激し、その画風に影響された。1917年（大正6年）、同校卒業。同年、立教大学に入学し、予科の2年を築地で過ごし、1918年（大正7年）に同大学英文科に進み、池袋へ移った。立教大学では、心理学・美学を教える菅原教造教授から人間形成をする上で深い影響を受けた。学業の傍ら川端画学校で洋画を学ぶ。
また、在学中にデンマークの童話作家であるH.C.アンデルセンに惚れ込んで、その童話を元に抒情画を描き、1919年（大正8年）に、大学の上級生である岩瀬一民が経営する上方屋平和堂から「まさを」の名前でアンデルセンの『童話画集』シリーズや、『こどものうた』シリーズの絵葉書を刊行する。これが人気となり、加藤まさをの名は世に知られるようになった。経営不振であった上方屋も盛況になったという。こうして、多くの絵葉書を手掛けるようになり、その後、詩や童謡を発表していくこととなった。
1920年（大正9年）3月に、立教大学の文芸雑誌『塔』を創刊し、装幀、口絵、カットはすべて加藤が手掛けた。装紙には、アーチ型の星空に聳え立つ立教の塔があり、その頂上に高く校旗の翻る構図が、シルエット風にペン画で描かれており、印象的なものだった。口絵にある、加藤好みの美しい人魚の抒情画も魅力を醸し出していた。創刊号では加藤による詩「失はれし宝石」と童謡2編も発表された。
また、同1920年（大正9年）に詩画集（童謡画集）である『カナリヤの墓』（岩瀬書店）、1921年（大正10年）に『合歓の揺籃』（内田老鶴圃）を刊行する。同1921年（大正10年）、立教大学英文科を中退。（後に大学の計らいで名誉卒業となった。）
1922年（大正11年）、処女詩集『涙壺』を刊行する。1923年（大正12年）には、『少女倶楽部』3月号で童謡『月の沙漠』を発表するが、この詩と挿絵が評判となり、作曲家・佐々木すぐるが曲をつけ、その後ラジオで流されて人気となった。『少女倶楽部』『少年倶楽部』『少女画報』『令女界』などの少女や少年雑誌を始め、『青い鳥楽譜』シリーズ（佐々木すぐる曲・編集兼発行者）、西條八十の『少女詩集』『少年詩集』などの装丁や挿絵を手掛けたほか、自身の詩画集として『加藤まさを抒情詩集』（春陽堂，1926年）の刊行を行うなど、絵葉書・装丁・口絵・挿絵・詩や小説などに多彩に活躍した。
大正時代の代表的な抒情画家の一人として、愛読者である少年少女に圧倒的な人気を得た。ファンとの交流をよくし、髪型や衣服など、女学生風俗を熟知していた。さらに、バラの栽培、ヴァイオリン演奏、テニスなど、少女好みの趣味を持っていた。
少女小説に『遠い薔薇』（1926年、短編集）、『消えゆく虹』（1929年、長編小説）、『二つの虹』などがある。1929年（昭和4年）から1930年（昭和5年）にかけて平凡社から出版された『令女文学全集』全15巻の巻11が加藤まさを集だった。墓所は御宿町最明寺。　

## 備考
青年時代にしばしば結核の療養のため千葉県の御宿海岸（夷隅郡御宿町）を訪れており、「月の沙漠」のモデルは御宿海岸だと推察する書籍等もある。加藤自身も晩年には「月の沙漠は御宿の砂丘」という揮毫を書き残したりもしている。その縁で、1976年に御宿町に移住し、同町で死去した。1974年（昭和49年）には御宿町立岩和田小学校（2007年3月廃校、御宿町立御宿小学校に統合）の校歌を作詞・作曲している。
出生地である藤枝市の藤枝市郷土博物館・文学館では藤枝ゆかりの文化人を紹介・顕彰しており、加藤の業績を展示している。
加藤まさを自身は、生前に同作品を歌唱した松島トモ子や、幼少期の三代目海沼実などに「月の沙漠というのは月面の沙漠という意味なんだよ」と語っている。但し、温和な性格の加藤は、ゆかりの地を自称する市町村に対して意見をすることはなかった。

## 著書
- 『カナリヤの墓』岩瀬書店、1920
- 『童謡画集 合歓の搖籃』内田老鶴圃、1921、のち大空社叢書日本の童謡
- 『涙壷 抒情小詩集』内田老鶴圃、1922
- 『人形の墓 童謡画集』内田老鶴圃、1923
- 『遠い薔薇』春陽堂、1926、のち国書刊行会
- 『まさを抒情詩集』春陽堂、1926
- 『愛の哀しみ』春陽堂、1927
- 『消えゆく虹』大日本雄弁会講談社、1929、のち国書刊行会
- 『月見草 外12篇』平凡社、1930、令女文学全集
- 『かわいい動物』文・絵、ゆりかご社、1951
- 『月の沙漠 抒情詩集』今野書房、1969
- 『加藤まさを抒情画集』講談社、1977
- 『加藤まさをのロマンティック・ファンタジー』国書刊行会、2013